# Region Viamala
Region Viamala (niem. Region Viamala) – jednostka administracyjna w Szwajcarii, w kantonie Gryzonia. Powstała 1 stycznia 2016. Powierzchnia regionu wynosi 627,59 km², zamieszkany jest przez 14 207 osób (31 grudnia 2022). Siedziba administracyjna regionu znajduje się w miejscowości Thusis. 

## Gminy
W skład regionu wchodzi 19 gmin: 
| Gminy regionu Viamala | Gminy regionu Viamala | Gminy regionu Viamala     | Gminy regionu Viamala | Gminy regionu Viamala |
| Herb                  | Nazwa gminy           | Ludność (31 grudnia 2020) | Powierzchnia km²      |                       |
| --------------------- | --------------------- | ------------------------- | --------------------- | --------------------- |
| Andeer                | Andeer                | 916                       | 46,30                 |                       |
| Avers                 | Avers                 | 164                       | 93,14                 |                       |
| Cazis                 | Cazis                 | 2 287                     | 31,18                 |                       |
| Domleschg             | Domleschg             | 2 160                     | 45,94                 |                       |
| Ferrera               | Ferrera               | 79                        | 75,46                 |                       |
| Flerden               | Flerden               | 247                       | 6,09                  |                       |
| Fürstenau             | Fürstenau             | 350                       | 1,32                  |                       |
| Masein                | Masein                | 500                       | 4,20                  |                       |
| Muntogna da Schons    | Muntogna da Schons    | 363                       | 53,59                 |                       |
| Rheinwald             | Rheinwald             | 574                       | 136,81                |                       |
| Rongellen             | Rongellen             | 56                        | 2,02                  |                       |
| Rothenbrunnen         | Rothenbrunnen         | 1 304                     | 3,11                  |                       |
| Scharans              | Scharans              | 796                       | 14,29                 |                       |
| Sils im Domleschg     | Sils im Domleschg     | 971                       | 9,28                  |                       |
| Sufers                | Sufers                | 146                       | 34,62                 |                       |
| Thusis                | Thusis                | 3 322                     | 16,77                 |                       |
| Tschappina            | Tschappina            | 134                       | 24,67                 |                       |
| Urmein                | Urmein                | 150                       | 4,33                  |                       |
| Zillis-Reischen       | Zillis-Reischen       | 389                       | 24,47                 |                       |

## Zmiany administracyjne
- 1 stycznia 2003
  - przyłączenie gminy Patzen-Fardün do gminy Donat
- 1 stycznia 2006
  - przyłączenie gminy Medels im Rheinwald do gminy Splügen
- 1 stycznia 2008
  - utworzenie gminy Ferrera z gmin Ausserferrera i Innerferrera
- 1 stycznia 2009
  - przyłączenie gmin Clugin i Pignia do gminy Andeer
  - utworzenie gminy Tomils z gmin Feldis/Veulden, Scheid, Trans i Tumegl/Tomils
- 1 stycznia 2010
  - przyłączenie gmin Portein, Präz, Sarn i Tartar do gminy Cazis
- 1 stycznia 2015
  - utworzenie gminy Domleschg z gmin Almens, Paspels, Pratval, Rodels i Tomils
- 1 stycznia 2018
  - przyłączenie gminy Mutten do gminy Thusis
- 1 stycznia 2019
  - przyłączenie gmin Hinterrhein, Nufenen i Splügen do gminy Rheinwald
- 1 stycznia 2021
  - utworzenie gminy Muntogna da Schons z gmin Casti-Wergenstein, Donat, Lohn i Mathon